# Władysław Hermaszewski
Władysław Tytus Hermaszewski (ur. 4 stycznia 1928 w Lipnikach, zm. 26 lipca 2002 k. Bracka) – polski lotnik, generał brygady pilot Wojska Polskiego, oficer Wojsk Obrony Powietrznej Kraju, doktor nauk wojskowych.

## Życiorys
Syn Romana Hermaszewskiego (1900–1943) i Kamili z domu Bielawskiej (1904–1995). Był bratem kosmonauty, gen. bryg. Mirosława Hermaszewskiego i Bogdana Hermaszewskiego (ur. 1938), również oficera WP. Miał także cztery siostry – Alinę (1927–2008), Sabinę (ur. 1930), Annę (ur. 1931) i Teresę (ur. 1934).
Przed wojną ukończył pięć klas szkoły powszechnej w rodzinnej wsi. W trakcie rzezi wołyńskiej stracił część rodziny, w tym ojca, a sam wraz ze starszą siostrą brał udział w polskiej samoobronie. Po repatriacji w 1945 trafił do Wołowa. W latach 1948–1950 studiował w dęblińskiej Oficerskiej Szkole Lotniczej.
Służbę rozpoczął w 2 Pułku Lotnictwa Myśliwskiego „Kraków”, potem kontynuował ją w 1 Pułku Lotnictwa Myśliwskiego „Warszawa”, stacjonującym na podwarszawskim lotnisku Babice. Od lutego 1951 został wyróżniony skierowaniem na pierwszy kurs przeszkolenia na samoloty odrzutowe do radzieckiego 159 Pułku Lotnictwa Myśliwskiego w Brzegu Opolskim, od października 1952 mianowany dowódcą klucza w 13 Pułku Lotnictwa Myśliwskiego w Babicach (później przebazowanego do Łęczycy). Awansował tam na dowódcę eskadry, potem zastępcy dowódcy pułku. 1 sierpnia 1954 mianowany dowódcą 31 Pułku Lotnictwa Myśliwskiego w Babicach, a w listopadzie 1955 roku został odkomenderowany na kurs taktyczny lotnictwa myśliwskiego do ośrodka szkoleniowego w Lipiecku w ZSRR. Po kursie został mianowany zastępcą, a następnie dowódcą lotnictwa myśliwskiego 3 Korpusu Obrony Przeciwlotniczej Obszaru Kraju (OPL OK) we Wrocławiu. 1 czerwca 1960 przeniesiony na stanowisko zastępcy dowódcy 2 Korpusu OPL OK w Bydgoszczy. Od lipca 1962 roku skierowany na dwa lata na studia do Akademii Sztabu Generalnego Sił Zbrojnych ZSRR im. marszałka Klimienta Woroszyłowa w Moskwie. Po studiach został szefem lotnictwa myśliwskiego Dowództwa Wojsk Obrony Powietrznej Kraju w Warszawie. W Akademii Sztabu Generalnego WP w Rembertowie obronił w roku 1970 pracę doktorską pt. „Rola lotnictwa myśliwskiego we współczesnej obronie powietrznej”. 1 marca 1972 został dowódcą 2 Korpusu OPK w Bydgoszczy, a 1 lipca 1978 – 1 Korpusu OPK w Warszawie, którym dowodził do 28 lutego 1982, kiedy zakończył karierę dowódczą. W tym samym 1982 został oddelegowany z wojska na stanowisko prezesa Zarządu Głównego Aeroklubu PRL, którą to misję pełnił do czerwca 1987. 30 maja 1988 przeniesiony został w stan spoczynku.

Gen. bryg. pil. dr Władysław Hermaszewski (z prawej) prezentuje ministrowi obrony narodowej Czechosłowacji Martinowi Dzurowi (w środku) zasady użycia lotnictwa myśliwskiego. Z lewej dowódca Wojsk OPK gen. Longin Łozowicki

Był pilotem wojskowym I klasy, spędził w powietrzu 5000 godzin, w tym ponad 3500 na samolotach odrzutowych i ponaddźwiękowych.
W połowie lat pięćdziesiątych latał na MiG-15, w roku 1960 nad polami Grunwaldu, w 550 rocznicę bitwy, prowadził szyk „tafla”, złożony z 64 samolotów odrzutowych, co stanowiło światowy rekord. W roku 1966 organizował defiladę lotniczą w Warszawie z okazji 1000-lecia państwa polskiego.
Był autorem książek i publikacji w prasie o tematyce wspomnieniowej, lotniczej i politycznej. Napisał m.in. „Echa Wołynia”, „Moje przestworza” i „Przy kominku o łowiectwie”.

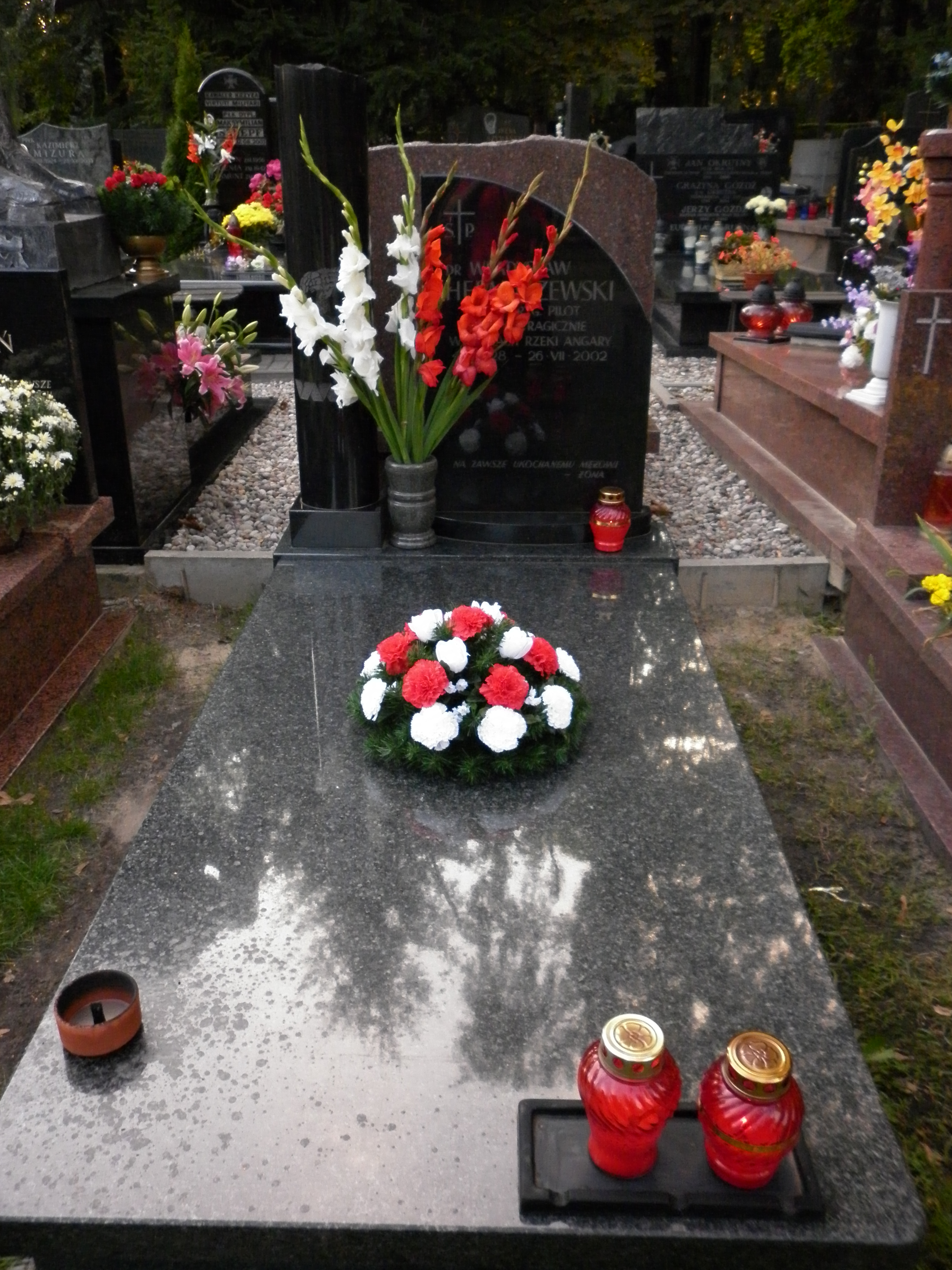
Grób Władysława Hermaszewskiego na Wojskowych Powązkach

Władysław Hermaszewski na emeryturze był aktywnym członkiem Stowarzyszenia Seniorów Lotnictwa Wojskowego RP, zajmował się łowiectwem i ochroną przyrody.
Zmarł 26 lipca 2002 w nurtach Angary podczas myśliwskiego safari w syberyjskiej tajdze. 6 sierpnia 2002 pochowany na Cmentarzu Wojskowym na Powązkach w Warszawie (kwatera EII-2-3).

## Awanse
- chorąży – 1950
- podporucznik – 1951
- porucznik – 1952
- kapitan – 1953
- major – 1954
- podpułkownik – 1958
- pułkownik – 1960
- generał brygady – 1972

## Życie prywatne
Był najstarszym bratem pierwszego polskiego kosmonauty, Mirosława Hermaszewskiego.
Jego żona Teresa i jedyna córka Grażyna zmarły w 1999. W 2000 zawarł związek małżeński z Jadwigą, z którą wychowywał jej córkę Dorotę oraz wnuka Jakuba.

## Wykształcenie wojskowe
W Wojsku Polskim od 31 sierpnia 1948
- absolwent Oficerskiej Szkoły Lotniczej w Dęblinie z 1950 r.
- absolwent jedynego kursu lotników polskich przeszkalanych na samoloty odrzutowe w Brzegu w 159 plm z 1951 r.
- absolwent kursu w Centralnym Ośrodku Szkolenia Lotniczo-Taktycznego w Lipiecku (ZSRR) z 1957 r.
- absolwent ASG SZ ZSRR w Moskwie w 1966 r.
- doktorat nauk wojskowych w ASG WP w Rembertowie z 1970 r.
- absolwent Wyższego Akademickiego kursu w ASG SZ ZSRR z 1974 r.

## Przebieg służby wojskowej
- Pilot w 2 plm w Krakowie – 09.1950 – 20.12.1950 r.
- Pilot w 1 plm w Warszawie (Babice) – 12.1950 – 09.1951 r.
- Dowódca klucza lotniczego w 13 plm w Warszawie (Babice) – 01.10.1952 r.
- Dowódca klucza lotniczego eskadry lotniczej i zastępca dowódcy 13 plm w Łęczycy – 07.1954 r.
- Dowódca 31 plm w Warszawie – Babice – 01.08.1954 – 30.10.1955 r.
- Zastępca dowódcy LM w 3 Korpusie Obrony Przeciwlotniczej Obrony Kraju – 31.08.1957 r.
- Dowódca LM w 3 Korpusie Obrony Przeciwlotniczej Obszaru Kraju we Wrocławiu – 31.05.1960 r.
- Szef Lotnictwa – zastępca dowódcy 2 Korpusu OPL OK w Bydgoszczy – 01.06.1960 – 30.06.1962 r.
- Zastępca Szefa Lotnictwa Myśliwskiego Obrony Powietrznej Kraju w Warszawie – 01.07.1962 – 08.1964 r.
- Szef Lotnictwa Myśliwskiego Obrony Powietrznej Kraju w Warszawie – 08.1966 – 02.1972 r.
- Dowódca 2 Korpusu Obrony Powietrznej Kraju w Bydgoszczy – 01.03.1972 r.
- Generał brygady – 12.10.1972 r. (nominację wręczał przewodniczący Rady Państwa PRL prof. Henryk Jabłoński)
- Dowódca 2 Korpusu Obrony Powietrznej Kraju w Bydgoszczy – 30.06.1978 r.
- Dowódca 1 Korpusu Obrony Powietrznej Kraju w Warszawie – 01.07.1978 – 28.02.1982 r.
- Prezes Aeroklubu PRL i wiceprezes FAI – 01.03.1982 – 30.06.1987 r.
- W dyspozycji MON – 01.07.1987 – 29.05.1988 r.

Przeniesiony do rezerwy, jako generał brygady WP – 30.05.1988 r.

## Ordery i odznaczenia
- Krzyż Komandorski Orderu Odrodzenia Polski (1974)
- Krzyż Oficerski Orderu Odrodzenia Polski (1969)
- Złoty Krzyż Zasługi (1957)
- Srebrny Krzyż Zasługi (1951)
- Medal 10-lecia Polski Ludowej (1954)
- Medal 30-lecia Polski Ludowej (1974)
- Medal 40-lecia Polski Ludowej (1984)
- Złoty Medal „Siły Zbrojne w Służbie Ojczyzny”
- Srebrny Medal „Siły Zbrojne w Służbie Ojczyzny”
- Brązowy Medal „Siły Zbrojne w Służbie Ojczyzny”
- Złoty Medal „Za Zasługi dla Obronności Kraju”
- Srebrny Medal „Za Zasługi dla Obronności Kraju”
- Brązowy Medal „Za Zasługi dla Obronności Kraju”
- Order Czerwonej Gwiazdy (ZSRR, 1968)
- Tytuł i odznaka „Zasłużony Pilot Wojskowy PRL” (1979)
- Złota odznaka „Za zasługi dla Aeroklubu Polskiego” (1994)
- Złota odznaka honorowa „Za Zasługi dla Warszawy” (1978)[8]
- Medal „Za Zasługi dla Wojsk Obrony Powietrznej Kraju”